# Sân bay El Alcaraván
Sân bay El Alcaraván (IATA: EYP, ICAO: SKYP) là một sân bay ở Yopal, Colombia. Sân bay này có 1 đường băng dài 2575 m bề mặt nhựa đường. Năm 2007, sân bay này đã phục vụ 137.579 lượt khách, 9.036 tấn hàng với tổng cộng 25.229 lượt chuyến.

## Các hãng hàng không và các tuyến bay
Hiện có các hãng hàng không sau đang hoạt động tại sân bay này:
- AIRES (Bogotá, Bucaramanga)
- SATENA (Bogotá)
- EasyFly (Bogotá (Sân bay quốc tế El Dorado), Bucaramanga - Sân bay quốc tế Palonegro Pendiente)